# فرناند دوبيه
فرناند دوبيه هو محامي وسياسي كندي، ولد في 29 ديسمبر 1928 في إيدموندستون ‏ في كندا، وتوفي في 5 أكتوبر 1999 في كامبلتون ‏ في كندا. انتخب عضو الجمعية التشريعية لنيو برونزويك ‏.